# Ліскув-Жґув
Ліскув-Жґув (пол. Lisków-Rzgów) — село в Польщі, у гміні Ліскув Каліського повіту Великопольського воєводства.
У 1975-1998 роках село належало до Каліського воєводства.